# Złota dama
Złota dama (ang. Woman in Gold) – brytyjski dramat biograficzno-historyczny z 2015 roku w reżyserii Simona Curtisa, wyprodukowany przez wytwórnię BBC Films. Główne role w filmie zagrali Helen Mirren, Ryan Reynolds i Daniel Brühl.
Premiera filmu odbyła się 9 lutego 2015 podczas 65. Międzynarodowego Festiwalu Filmowego w Berlinie. Dwa miesiące później, 10 kwietnia, obraz trafił do kin na terenie Wielkiej Brytanii.

## Fabuła
Maria Altmann pochodzi z zamożnej wiedeńskiej rodziny. Podczas wojny jej bliscy musieli uciekać przed Holokaustem – opuścili Austrię i osiedli w Kalifornii. Po latach Maria, wspierana przez adwokata Randola Schoenberga, decyduje się odzyskać kolekcję obrazów – własność jej rodziny zagrabioną przez nazistów. Zależy jej zwłaszcza na portrecie ciotki Adeli Bloch-Bauer (1881–1925), pędzla Gustava Klimta. Niezwykłym przeżyciem staje się dla Marii już sam powrót do Austrii, z którą wiąże zarówno piękne, jak i bolesne wspomnienia.
Nazywany „austriacką Moną Lisą” obraz jest skarbem narodowym Austrii. Zgodnie z przewidywaniami władze państwa odmawiają wydania dzieła pani Altmann i piętrzą przed nią kolejne przeszkody. Ona jednak nie rezygnuje z walki i zachęca prawnika do działania. Pragnie sprawiedliwości. Zniszczono jej rodzinę, zabito przyjaciół, zmuszono do opuszczenia bliskich osób oraz ukochanych miejsc. Po kilkudziesięciu latach nie pozwoli na ponowne poniżenie. Nie zważając na opinie innych, że bierze udział w walce skazanej na niepowodzenie, pozywa austriacki rząd.

## Obsada
- Helen Mirren jako Maria Altmann
- Tatiana Maslany jako młoda Maria Altmann
- Ryan Reynolds jako Randol „Randy” Schoenberg
- Daniel Brühl jako Hubertus Czernin
- Katie Holmes jako Pam Schoenberg
- Max Irons jako Fredrick „Fritz” Altmann
- Allan Corduner jako Gustav Bloch-Bauer
- Henry Goodman jako Ferdinand Bloch-Bauer
- Nina Kunzendorf jako Therese Bloch-Bauer
- Antje Traue jako Adele Bloch-Bauer
- Charles Dance jako Sherman
- Elizabeth McGovern jako sędzia Florence-Marie Cooper
- Frances Fisher jako Barbara Schoenberg
- Tom Schilling jako Heinrich

## Produkcja
Zdjęcia kręcono w Kalifornii, Londynie i Wiedniu.

## Odbiór

### Zysk
Film Złota dama zarobił 33,3 miliona dolarów w Ameryce Północnej oraz 28,3 miliona dolarów w pozostałych państwach; łącznie 61,6 miliona dolarów w stosunku do budżetu produkcyjnego 11 milionów dolarów.

### Krytyka
Film Złota dama spotkał się z mieszaną reakcją krytyków. W serwisie Rotten Tomatoes 57% ze stu pięćdziesięciu dwóch recenzji filmu jest pozytywne (średnia ocen wyniosła 6 na 10). Na portalu Metacritic średnia ocen z 31 recenzji wyniosła 51 punktów na 100.